# Diplom-Vorprüfung
Mit dem durch Vergabe eines Zeugnisses bestätigten Bestehen der Diplom-Vorprüfung (umgangssprachlich Vordiplom) hat der Student eines Diplom-Studiengangs in Deutschland die Grundlagen seines Studienfachs erlernt und damit das Grundstudium beendet. Im sich anschließenden Hauptstudium erfolgt die Spezialisierung innerhalb des Fachs. Das Studium wird mit der Diplom-Prüfung beendet. Das Vordiplom (auch Zwischenprüfung) ist hochschulrechtlich kein Abschluss, es wird mit dem Bestehen auch kein akademischer Grad verliehen. Die Vordiplome erhalten häufig je nach Institut anders lautende Bezeichnungen; Assessment Record, Pre-Diploma, Intermediate Diploma, Intermediate Examination Certificate.
In der Regel ist die Diplom-Vorprüfung nicht eine einzelne Blockprüfung, sondern besteht aus studienbegleitenden Prüfungen, die im Laufe der Semester abgelegt werden. Für die Verwaltung des Vordiploms (An- und Abmeldung zu Prüfungen, Erfassung der Prüfungsergebnisse, Ausstellen der Vordiplom-Zeugnisse usw.) sind die Prüfungssekretariate der Hochschulen zuständig. Die Regularien für das Erlangen des Vordiploms sind in der Diplomprüfungsordnung (DPO) für den betreffenden Studiengang festgelegt.
Das Vordiplom wird meist nach dem vierten Semester abgeschlossen.